# Marquesado de Marianela
El marquesado de Marianela es un título nobiliario feudal napolitano del siglo XVII, históricamente vinculado a la Monarquía Hispánica. El de “Marqués de Marianela¨(en italiano Marchese di Marianella) fue el primer título nobiliario europeo otorgado a un residente en la Venezuela colonial. Fue concedido originalmente a Juan de Meneses y Padilla, gobernador y capitán general de la Provincia de Venezuela, alrededor de 1628, por el rey Felipe III de Nápoles, que reinó en España como Felipe IV; sobre la tierra propiedad del beneficiario, situada en Marianella, que actualmente constituye un sector de la ciudad de Nápoles, Italia), en la entonces provincia de Tierra de Labor (Terra di Lavoro), división administrativa del Reino de Nápoles o Reino de Sicilia Citerior, que desde 1816 pasaría a constituir el Reino de las Dos Sicilias, junto con la Sicilia Ulterior. Al primer marqués le sucedió su hijo, Lorenzo de Meneses, confirmado en el título por Felipe IV, mediante segunda concesión, por Real Cédula dada en Zaragoza el 4 de junio de 1646, otorgada en el Consejo de Italia. El actual titular es Adalberto Urbina Briceño.

## Marqueses
- Juan de Meneses y Padilla, I Marqués de Marianela (c. 1628– 1645).[2] Hijo de Cosme de Meneses, natural de Talavera de la Reina, y de Laurencia Manrique de Loaisa, y casado con María del Águila Pacheco Maldonado. Señor de Rielves y Caballero de la Orden de Santiago. Comenzó sus servicios a la corona en los estados de Flandes, donde fue paje de guion del Archiduque Alberto, capitán de infantería en Ostende y Besel, y consejero de guerra en los estados de Flandes en 1621. Fue nombrado gobernador y capitán general de la Provincia de Venezuela por Real Cédula dada en Madrid el 27 de octubre de 1623, cargo que ocupó durante cinco años. Durante su gestión, derrotó a la escuadra holandesa que atacó el puerto de La Guaira en 1626, pacificó a los indígenas y el 25 de enero de 1628 fundó la ciudad de Nirgua de Santa María del Prado de Talavera. Posteriormente, de vuelta en Europa, luchó contra los franceses como Castellano interino de Perpiñán y estuvo prisionero de ellos durante casi cinco años. En 1629 fue nombrado por el rey como miembro de su Consejo de Guerra y, en 1634, Castellano en propiedad del mencionado Castillo de Perpiñán y lugarteniente de capitán general de la villa y partido. Ascendió a capitán general en 1639. En 1641 fue designado por el rey como gobernador de las armas de la infantería y caballería del ejército que se juntó en Ciudad Rodrigo a cargo del Duque de Alba, y el mismo año Maese de Campo General en la expediciones militares de Aragón y Portugal. En 1643 fue enviado a combatir a moros en Orán, Argelia, y desalojó la armada enemiga del puerto de Cartagena de Levante, donde fue gobernador militar por nombramiento del rey el 4 de agosto de 1643, al igual que de Murcia y de Lorca. murió poco después durante su gestión.[3][4][5]
- Lorenzo de Meneses, II Marqués de Marianela (1646-1659). Bautizado en la Catedral de Caracas el 19 de agosto de 1631 y casado con Luisa Catalina Mejía de Ávila del Castillo. Fue enterrado en la Capilla de la Concepción de la Iglesia de San Francisco de Caracas, que se encontraba bajo el patronato de los marqueses de Marianela desde la época de sus padres. No tuvo hijos legítimos.[1][6]

- Adalberto Urbina Briceño, III Marqués de Marianela (1987). Caballero hereditario de la Casa Real Portuguesa de Braganza, Gran Cruz Honorario de la Real Orden de San Miguel del Ala. Catedrático de derecho internacional público, derechos humanos y derecho Romano, y doctor en derecho.[7]